# Монте Монтгомери
Монте Монтгомери (англ. Monte Montgomery) (род. 11 августа 1966 г., Бирмингем, штат Алабама, США) – современный американский блюзовый/рок-гитарист, исполнитель и автор песен.

## Биография
Монте Монтгомери родился в городе Бирмингем, штат Алабама, США. В возрасте 13 лет переехал в город Сан-Антонио, штат Техас, а позднее в Остин, где стал звездой местной рок-сцены.
Среди музыкантов, которые повлияли на его становление как гитариста, – Марк Нопфлер, Брюс Кокберн, Стиви Рэй Вон и Линдси Бакингем (Fleetwood Mac).

## Карьера
Широкая известность пришла к Монтгомери после его выступления в прямом эфире телепередачи "Остин Сити Лимитс" на канале PBS 17 апреля 1999 г. На Монтгомери обратила внимание музыкальная пресса США, а затем и других стран.
В 2004 г. Монтгомери вошёл в список 50-ти лучших гитаристов всех времен по версии журнала "Guitar Player". Семь лет подряд (1998–2004) признавался лучшим акустическим гитаристом на Austin Music Awards, вручаемым в рамках фестиваля SXSW – никем ранее не превзойденное достижение.
Монтгомери пишет музыку для фильмов. Им написана музыка к криминальной драме "Arc" (2006) и сериалу "Последний настоящий мужчина" (30 серий, 2011-2013).
В 2014 г. немецкий производитель гитарных усилителей "AER" выпустил именной усилитель для акустической гитары Monte Montgomery Signature Amplifier.

## Интересные факты
24 января 2004 г. фирма Alvarez Guitars представила модель гитары MMY1 Monte Montgomery Signature Guitar, созданную на основе электроакустической гитары Монтгомери Alvarez-Yairi DY62C 1987 года. С учётом того, что брутальная манера игры на акустике, свойственная Монтгомери, четырежды приводила к поломке грифа, разработчики Alvarez Guitars предусмотрели в конструкции новой гитары усиленный гриф.

## Личная жизнь
В настоящее время (2013) у Монте Монтгомери двое детей. Третий ребенок, дочь София Анна Мондини, трагически погибла 30 марта 2009 года в 21-летнем возрасте от выстрела в грудь, произведенного её другом, по официальной версии случайно.

## Дискография

### Студийные альбомы
- Monte Montgomery [EP] (1990)
- Lost & Found (1993)[9]
- 1st & Repair (1998)[10]
- Mirror (1999)[11]
- Wishing Well  (2001)[12]
- The Story Of Love (2003)[13]
- Architect (2004)[14]
- Monte Montgomery (2008)[15]
- Tethered (2012)[16]
- Dragonfly (2016)[17]

### Концертные альбомы
- Live at the Caravan of Dreams (2002)
- New & Approved (2003)
- At WorkPlay (2005)

### DVD с концертными выступлениями
- At WorkPlay (2005)

## Фильмография
- Arc (США, 2006) – композитор
- Последний настоящий мужчина (ориг. "Last Man Standing", США, 30 серий, 2011-2013) – композитор